# Галичина 1918—1919
Галичина 1918–1919 — українська настільна стратегічна гра, розроблена у 2018 році компанією EduGames до 100-річчя Західноукраїнської Народної Республіки. Вона належить до жанру варгеймів і моделює події польсько-української війни 1918–1919 років.[неавторитетне джерело] За словами розробників, гра спрямована на популяризацію української історії серед молоді.

## Ігровий процес
Гра «Галичина 1918–1919» розрахована на 2 учасників. На початку партії гравці розміщують війська за історичним зразком.
Гравець бере під контроль одну зі сторін конфлікту. Метою є позбавити супротивника контролю над містами або здобути більше переможних балів, які нараховуються за успішні бойові дії та розігрування спеціальних карт. У грі задіяні різні роди військ, що позначаються окремими жетонами: піхота, кіннота, артилерія, бронепотяги та авіація. Всі вони мають переваги та водночас недоліки.[неавторитетне джерело]
За словами авторів, сценарії гри відображають історичний перебіг подій.
Гра використовує такі основні механіки:
- Ланцюжки історичних карток.
- Карткову механіку подій та явищ.
- Сценарії та тактику через картки подій.
- Можливість обирати або скидати картки залежно від задуму гравця.

Для відігрування боїв у складніших версіях сценарію застосовуються додаткові механіки:
- Рух від точки до точки у боях за Львів.
- «Туман війни» завдяки жетонам наказів.
- Гексагональне поле для розміщення військ.
- Використання кубиків для визначення результатів бою.[4]

## Розробка
Один із розробників гри зазначає, що робота над проєктом передбачала глибоке опрацювання історичного матеріалу: було проаналізовано понад 20 мемуарних джерел, що стосуються польсько-української війни, а також проведено консультації з українськими істориками, які спеціалізуються на цій темі.